# George Enescu (Botoșani)
George Enescu es una comuna de Rumania ubicada en el distrito de Botoșani.

## Geografía
Se ubica unos 10 km al noreste de Dorohoi.

## Historia
Históricamente el pueblo se llamaba "Liveni-Vârnav" o "Liveni", pero en la segunda mitad del siglo XX se cambió el topónimo en honor a George Enescu, famoso músico rumano que había nacido en Liveni. La casa del músico se conserva como museo y memorial.

## Demografía
Según el censo de 2011, tiene 3279 habitantes, mientras que en el censo de 2002 tenía 3686 habitantes. La mayoría de la población es de etnia rumana (96,18 %), con una pequeña minoría de gitanos (1,18 %).
La mayoría de los habitantes son cristianos de la Iglesia Ortodoxa Rumana (90,76 %), con minorías de pentecostales (3,08 %) y baptistas (2,53 %).
En la comuna hay cinco pueblos (población en 2011):
- George Enescu (localidad), 167 habitantes;
- Dumeni (sede administrativa de la comuna), 1731 habitantes;
- Arborea, 493 habitantes;
- Popeni, 497 habitantes;
- Stânca, 391 habitantes.